# Handwerkskammer Südwestfalen

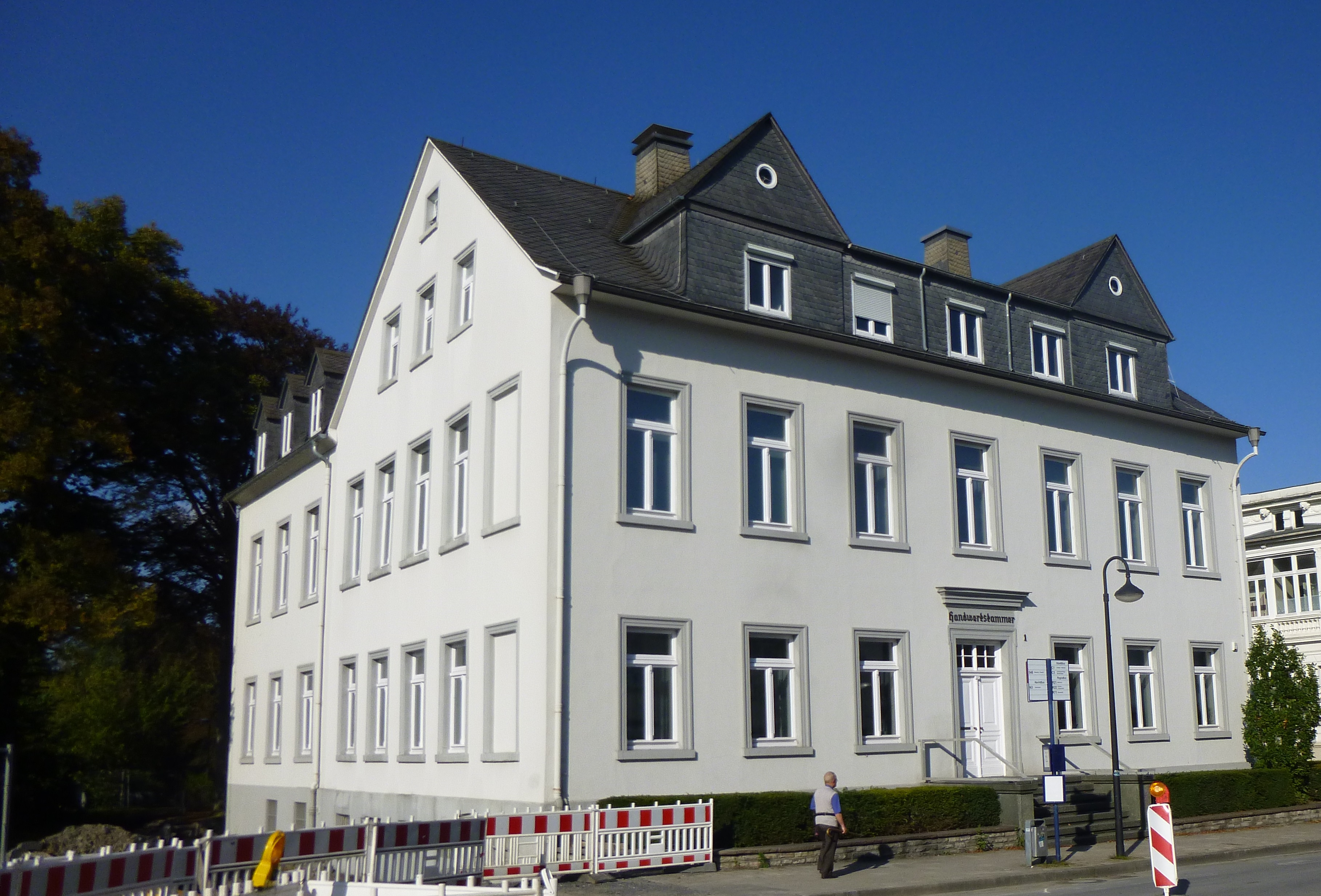
Villa Cosack, heute Sitz der Handwerkskammer

Die Handwerkskammer Südwestfalen mit Sitz in Arnsberg ist eine von 53 Handwerkskammern in der Bundesrepublik Deutschland. Bis 2007 hieß sie Handwerkskammer Arnsberg.

## Geschichte
Die Handwerkskammer Südwestfalen wurde als Handwerkskammer Arnsberg gegründet, nachdem 1897 ein Gesetz verabschiedet worden war, das zur Vertretung des Handwerks Handwerkskammern als öffentlich-rechtliche Körperschaften zu bilden seien. Das Gesetz trat zum 1. April 1900 in Kraft. Die konstituierende Sitzung der Handwerkskammer Arnsberg erfolgte am 25. April 1900. Die Zuständigkeit erstreckte sich auf die damals acht südwestfälischen Kreise. Die Kammer war dem Regierungspräsident unterstellt und bis 1929 wohnte ein Staatskommissar den Sitzungen bei. In einer der ersten Sitzungen wurde die Zugehörigkeit zu Zwangsinnungen beschlossen. Es existierten im Kammerbezirk 61 Zwangsinnungen, 18 freie Innungen und 21 Handwerkervereine mit 5112 Mitgliedern. Zusammen mit den Kammern in Münster und Dortmund wurde 1901 ein erster Westfälischer Handwerkskammertag abgehalten. Die dritte Veranstaltung dieser Art fand im Jahr 1903 in Arnsberg statt. Im Jahr 1904 wurde ein Arbeitsnachweis sowie eine Sterbekasse gegründet. Im Jahr 1906 wurde aus Anlass der Silberhochzeit des Kaiserpaares die heute noch bestehende „Kaiser-Wilhelm-Augusta-Viktoria-Stiftung“ für in Not geratene Handwerker, ihre Witwen und Waisen begründet. Im Jahr 1911 wurde in Arnsberg eine Ausstellung für Handwerk, Gewerbe und Landwirtschaft veranstaltet. Ein Jahr später bekam die Kammer den Status einer Behörde.
Während des Ersten Weltkrieges wirkte die Kammer an der Organisation der Kriegswirtschaft mit. Sie vergab Militäraufträge und versuchte dem Arbeitskräfteproblem entgegenzuwirken. Die Krankenunterstützungskasse der Kammer wurde 1918 mit anderen Kassen zu einer großen Kasse zusammengeschlossen, aus der später die Signal-Versicherung hervorging. In der Nachkriegszeit kam es zum Zusammenschluss zur von zwölf Kammern zum Westdeutschen Handwerkskammertag mit Sitz in Düsseldorf. Im Jahr 1924 wurde als Geschäftsstelle das noch heute genutzte Gebäude erworben. Seit 1929 hatten alle selbstständigen Handwerker das Wahlrecht zur Handwerkskammer. Zu Beginn der nationalsozialistischen Herrschaft wurde die Kammer gleichgeschaltet. Es wurde ein neuer Vorstand installiert, der die Kammer nach dem Führerprinzip leitete und die Vollversammlung wurde nicht mehr einberufen und später abgeschafft. Mit der Auflösung des Deutschen Handwerks- und Gewerbekammertages 1942 wurde die Handwerkskammer Arnsberg in die Gauwirtschaftskammer Dortmund überführt.
Nach Ende des Zweiten Weltkrieges setzten die alliierten Militärbehörden den Handwerksmeister Fritz Fries, später Regierungspräsident, als Präsident der Kammern Arnsberg und Dortmund ein. Wichtig war in der ersten Nachkriegszeit die Versorgung der Betriebe mit Rohstoffen und Materialien. Seit der Währungsreform wurde die berufliche Bildung zu einer zentralen Aufgabe der Kammer. In den 1950er Jahren wurde in Eslohe ein berufliches Bildungszentrum mit der Bezeichnung „Schule des Handwerks für den Handwerkskammerbezirk Arnsberg“ gegründet. Im Jahr 1968 wurde in Arnsberg der erste Bauabschnitt eines weiteren Bildungszentrums eröffnet. Dieses wurde in den folgenden Jahrzehnten, wie auch das in Eslohe, immer mehr erweitert.

## Organisation
Die Kammer liegt in der Region Südwestfalen und hat ihren Sitz in Arnsberg. Bis zum Juni 2007 war der offizielle Name „Handwerkskammer Arnsberg“. Er lautet seitdem Handwerkskammer Südwestfalen, um dem ausgedehnten Kammergebiet gerecht zu werden. Zum Kammerbezirk gehören der Hochsauerlandkreis, der Märkische Kreis, der Kreis Olpe und der Kreis Siegen-Wittgenstein. Insgesamt bestehen hier 12.045 Handwerks- und handwerksähnliche Betriebe mit etwa 60.000 Beschäftigten inkl. 5.111 Auszubildenden in 2.763 Ausbildungsstätten (Stand: 31. Dezember 2017). Im Kammerbezirk ist das Handwerk in drei Kreishandwerkerschaften Hochsauerland, Märkischer Kreis sowie Westfalen-Süd für die Kreise Olpe und Siegen-Wittgenstein mit fünf Geschäftsstellen und 77 Innungen organisiert.
Die Handwerkskammer Südwestfalen ist Mitglied beim Westdeutschen Handwerkskammertag als der Dachorganisation der Handwerkskammern in NRW und beim Zentralverband des Deutschen Handwerks. Darüber hinaus gehört sie der Region Mitte-West an, einer Gemeinschaftsinitiative von zehn Industrie- und Handelskammern aus dem Länderdreieck Nordrhein-Westfalen/Hessen/Rheinland-Pfalz sowie den Handwerkskammern Südwestfalen und Kassel. Die Initiative will die Interessen dieses Wirtschaftsraumes deutlich machen, bündeln und gegenüber Ländern, Bund und Europäischer Union wirksamer vertreten.

## Aufgaben
An erster Stelle steht die Interessenvertretung der Mitgliedsbetriebe. Die Handwerkskammer setzt sich aktiv für die wirtschaftlichen und organisationspolitischen Interessen zum Wohle ihrer Mitglieder ein und versteht sich damit als Sprachrohr für deren Anliegen. Durch die Mitarbeit sowohl in kommunalen als auch in überregionalen Gremien und persönliche Kontakte zur Politik engagiert sie sich wirkungsvoll für die Belange der kleinen und mittleren Unternehmen.
Als ein Organ der Selbstverwaltung handelt die Handwerkskammer eigenverantwortlich. Sie übernimmt aber auch Aufgaben vom Staat, wie etwa das Führen der Handwerksrolle und des Verzeichnisses der handwerksähnlichen Gewerbe (Anlage A, B1 und B2 des Gesetzes zur Ordnung des Handwerks HwO). Nicht zu leisten wären viele Anforderungen ohne das ehrenamtliche Engagement der Mitglieder, mit dem sie dem Allgemeinwohl dienen, sei es in der Vollversammlung, im Berufsbildungsausschuss oder in einem Prüfungsausschuss.

## Beratungsangebot
Eine weitere zentrale Aufgabe der Handwerkskammer ist es, umfassende Beratungsleistungen anzubieten. Diese Leistungen sind für Mitgliedsbetriebe kostenlos – ebenso wie eine Vielzahl von aktuellen Informationsveranstaltungen. Schwerpunkte sind die betriebswirtschaftliche Beratung, die technische Beratung, die Beratung in Fragen des Technologietransfers sowie die Ausbildungsberatung.
Unter dem Namen Akademie Handwerk Arnsberg (AHA!) bietet die Handwerkskammer seit November 2008 Veranstaltungen an mit dem Ziel, Anregungen für innovative Entwicklungen zu geben und Gewerke übergreifend zu diskutieren.

## Berufliche Bildung

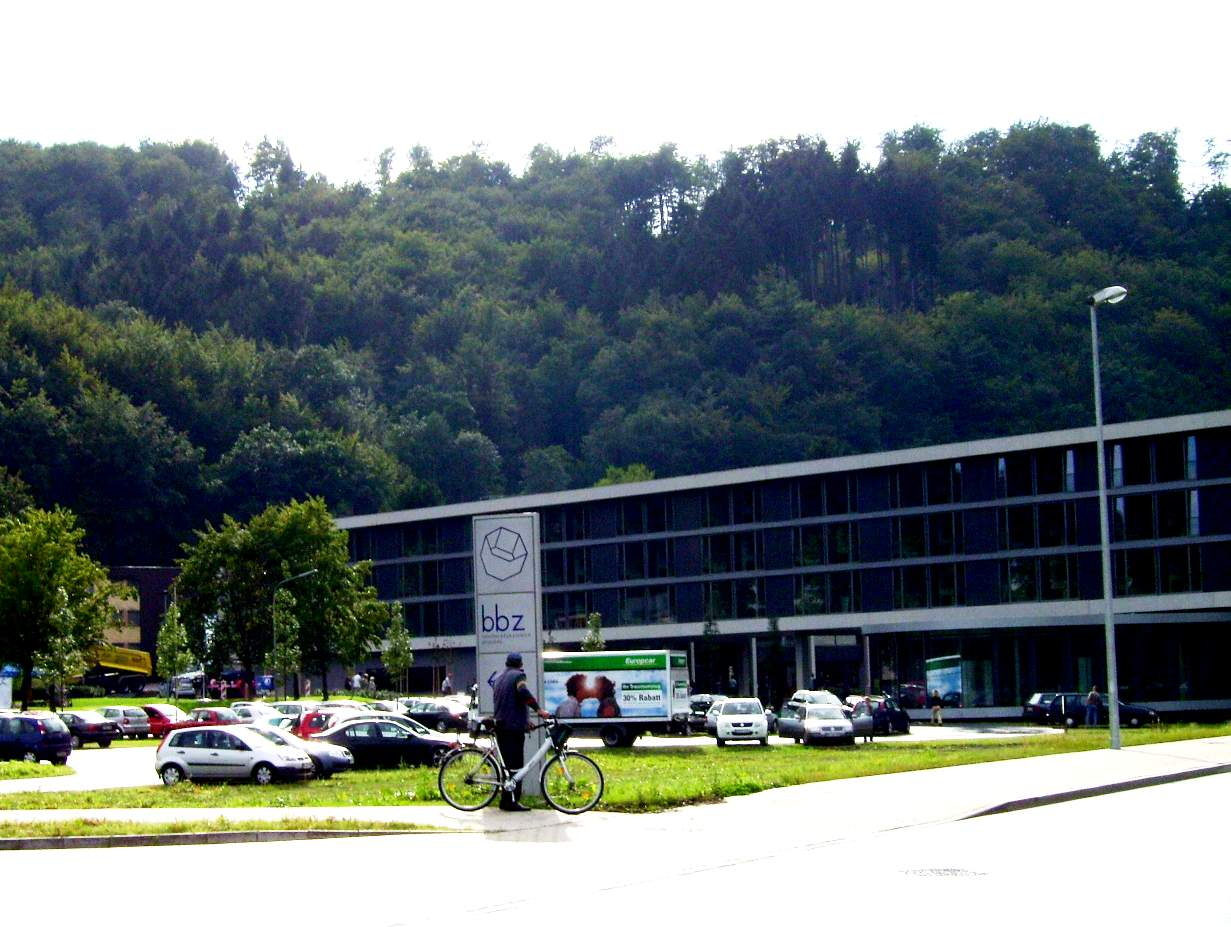
Neubau des Berufsbildungszentrums 2007

Erhebliche Bedeutung hat die Handwerkskammer Südwestfalen für die berufliche Bildung. Sie betreibt in Arnsberg ein großes Berufsbildungszentrum, das neben der Überbetrieblichen Ausbildung innerhalb der beruflichen Erstausbildung die Qualifizierung zum Meister in 14 Berufen sowie berufliche Fort- und Weiterbildungskurse anbietet. Insbesondere im Bereich der Kraftfahrzeugtechnik hat die Schule in Arnsberg als zentrales Schulungszentrum (Kompetenzzentrum) eine bundesweite Bedeutung. Darüber hinaus kann seit 2011 an der Handwerkskammer Südwestfalen das duale Studium „Wirtschaftsingenieurwesen-Gebäudesystemtechnologie“ und seit 2012 das ebenfalls duale Studium „Wirtschaftsingenieurwesen-Maschinenbau“ in Teilzeit absolviert werden. Die Absolventen erlangen den Titel des Bachelor of Engineering (B.Eng.), der von der Fachhochschule Südwestfalen vergeben wird.

## Gebäude
Seit 1924 ist die ehemalige Villa des bedeutenden Arnsberger Unternehmers Josef Cosack Sitz der Handwerkskammer. Im Jahr 1845 wurde das großzügige Gebäude im klassizistischen Stil fertiggestellt. Die Villa war neben dem Landgericht eines der ersten Gebäude in neuen Stadtviertel der Stadt Arnsberg jenseits der Ruhr. Der Bau war anfangs nicht unumstritten. Insbesondere der Nachbar Johann Friedrich Joseph Sommer beklagte die Geruchsbelästigung, der dort ebenfalls ansässigen Essigfabrik Cosacks. In den Jahren 1870, 1905, 1935, 1953 sowie in den 1980er Jahren erfolgten größere An- und Umbauten, die den ursprünglichen Charakter des Gebäudes wenig veränderten.

## Veröffentlichungen
- facts. Jahresbericht der Handwerkskammer Südwestfalen. 2009, ZDB-ID 2439021-5.
- facts. Jahresbericht der Handwerkskammer Südwestfalen. 2018